# Škoda Š-I-j
Lo Škoda Š-I-j era un tankette cecoslovacco prodotto alla fine degli anni trenta in risposta ad un requisito del Reale Esercito Jugoslavo. Fu realizzato un solo prototipo.

## Storia
Nei primi anni trenta, l'esercito jugoslavo necessitava di carri leggeri o tankette per equipaggiare i reggimenti motorizzati da aggregare alle due divisioni di cavalleria. Negli anni venti-trenta la Francia aveva ceduto 56 mezzi di surplus, tra Citroën-Kégresse P28 e Renault FT, e a metà del 1935 vendette alla Jugoslavia 54 carri leggeri Renault R35. Venne valutato l'acquisto di nuovi carri sovietici T-26 e BT, scoraggiato poi da ragioni politiche.
Tra il 1933 e il 1934 vennero testate il tankette polacco TK-3 e i cecoslovacchi vz. 33 e Škoda MU-4, tutti rigettati in quanto inaffidabili meccanicamente e poco armati. Dopo questa sconfitta, la Škoda iniziò lo sviluppo di un nuovo tankette, basato sul MU-4 ma più protetto e armato di cannone da 37 mm. Il prototipo, completato nel 1935, venne denominato Š-I-d. La delegazione jugoslava che valutò il mezzo nel 1936 espresse dubbi sulla corazzatura, essendo richiesto uno spessore frontale di 30 mm. Sul modello di serie Š-I-D/T-32 venne raggiunto il compromesso su 22 mm; il mezzo venne ordinato ma a causa dell'occupazione tedesca della Cecoslovacchia, vennero consegnati solo 8 esemplari. I veicoli rivelarono debolezze strutturali già nel primo anno di utilizzo, nonostante gli interventi di meccanici della casa madre. Dopo questa iniziale esperienza, gli jugoslavi chiesero quindi lo sviluppo di un mezzo più potente e più protetto, con una meccanica migliorata. Nel 1938 venne presentato lo Škoda Š-I-j, ordinato nel 1939 in 108 esemplari mai consegnati a causa dell'invasione tedesca.

## Tecnica
L'impostazione del prototipo Š-I-j ricalcava quella del predecessore Š-I-D ed era caratterizzato da una casamatta corazzata in piastre rivettate da 30 mm sul frontale, 15 mm ai fianchi e 12 mm posteriori. L'equipaggio era costituito da pilota a destra e capocarro/cannoniere a sinistra, che disponevano di due feritoie anteriori e di una cupola per l'osservazione del campo di battaglia per il capocarro. La differenza più vistosa fu la modifica e l'irrobustimento del treno di rotolamento, che si era rivelato particolarmente problematico nei predecessori. Esso ora era costituito da due coppie di ruote portanti maggiorate con sospensioni a balestra, ruota motrice anteriore, ruota di rinvio posteriore e quattro rulli reggicingolo.
Il veicolo era propulso da un motore diesel non precisato, da 3,77 litri, erogante 59 hp a 2.200 rpm. La velocità massima era di 31 km/h.
L'armamento principale era costituito da un cannone da 47 mm Škoda A9J con elevazione -10°/+25° e brandeggio -15°/+15° e riserva di 42 colpi. L'armamento secondario era costituito dalla mitragliatrice ZB vz. 30J con 1.000 colpi, operata dal pilota.